# 新盛镇 (重庆市)
新盛镇，是中华人民共和国重庆市梁平区下辖的一个乡镇级行政单位。

## 行政区划
新盛镇下辖以下地区：
新盛街道社区、新盛村、联盟村、永兴村、万炉村、三河村、高升村、银新村、铁树村、金刚村、乐都村和五福村。